# 中国人民武装警察部队
中国人民武装警察部队（英語：Chinese People's Armed Police Force，缩写：PAP），简称为武警部队、中国武警。成立于1982年6月19日，是中华人民共和国国家武装力量的组成部分之一，由中央军事委员会通过武警总部领导，担负国家赋予的维护国家政治安全和社会稳定、海上维权执法、防卫作战等任务。
武警部队依《中华人民共和国人民武装警察法》创立，其前身中国人民公安中央纵队成立于1949年8月。武警部队担负执勤、处置突发社会安全事件、防范和处置恐怖活动、海上维权执法、抢险救援和防卫作战以及中央军事委员会赋予的其他任务。武警部队由内卫部队、机动部队、海警部队、院校和科研机构等组成。
武警部队和负责日常治安的人民警察不同。武警部队作为准军事部队，与解放军一样完全实行军事化管理。武警部队中的非文职人员都是现役军人，武警警服为橄榄绿色；相对而言，人民警察则属于机关或事业单位编制，民警警服为藏青色。

## 历史

### 中华人民共和国成立前
在第一次国共战争、抗日战争和第二次国共内战时期，中国共产党在各苏区、抗日根据地和解放区曾先后建立不同名称的担负治安保卫任务的人民武装力量，包括警卫队、警卫营、警卫团、保安团、保安大队、保卫大队、保卫队、政治保卫队、肃反团及除奸团等等。县公安局一般下辖“公安队”、“公安中队”，为现役武装，执行剿匪作战任务。
1949年7月6日，中国人民革命军事委员会正式决定下设由罗瑞卿任部长的公安部（1949年10月中央人民政府成立后，公安部成为政务院下属的部，即中央人民政府公安部），统辖全国各地公安部队。因中华人民共和国开国大典在即，军委、中共中央主席毛泽东批示：速从四野抽调一部分兵力和中央警卫团、北平纠察大队共同组建公安部队。部队组建后统称“中国人民公安中央纵队”。
1949年8月31日，毛泽东等领导决定，中国人民公安中央纵队成立，司令员吴烈、政委邹衍，下辖由四野第160师（师长吴烈，政委邹衍）改编的公安中央纵队第一师（吴烈兼师长）、以中央警备团（团长刘辉山）为基础扩编的公安中央纵队第二师（刘辉山任师长），以及由上述两个师的警卫营和华北人民政府公安部的一个警卫大队合编的新中央警卫团（团长何有兴），任务是保卫中共中央、中央政府和国家领导人的安全、维护首都治安等。毛泽东还为公安中央纵队第二师创办的《士兵报》题写了报名。
1949年9月29日，经毛泽东最后把关，中国人民政治协商会议第一届全体会议通过的《中国人民政治协商会议共同纲领》规定：“中华人民共和国建立统一的军队，即人民解放军和人民公安部队，受中央人民政府革命军事委员会统率，实行统一的指挥，统一的制度，统一的编制，统一的纪律。”
1949年10月1日凌晨5时，新成立的中国人民公安中央纵队承担了保卫开国大典的任务。1949年10月19日，中央人民政府委员会第三次会议决定，任命罗瑞卿为中央人民政府公安部部长兼北京市公安局局长。
1949年11月8日下午2时，中国人民公安中央纵队在北京召开庆祝成立大会，毛泽东委托中央人民政府副主席朱德亲临检阅并讲话。

### 人民公安部队時期
中华人民共和国成立后，根据《共同纲领》关于“中华人民共和国建立统一的军队，即人民解放军和人民公安部队”的规定，1949年12月全国公安系统高级干部会议（即第一次全国公安会议）制定了《整顿各级人民公安武装的方案》。1950年1月至5月，将各地公安武装统一整编为“中国人民公安部队”，隶属于各级公安机关。在原来已有的中国人民公安中央纵队（两个师和一个团）的基础上，另新建和改建了3个公安师。整编后的公安部队共有12个公安总队、1个纠察总队、1个警卫团、3个省公安团和若干个公安大队、公安中队和公安队。同一时期，国家公安机关在边境上开始建立了边境管理机构和部队，开展边防工作。
1950年4月14日，在毛泽东主持下，中共中央政治局举行常委会，对人民公安部队今后努力方向及目前任务作出具体指示。会议决定对中国人民解放军实行整编，将陆军编为国防军和公安部队，国防军担负对付外来侵略、巩固国防的任务，公安部队担负肃清残匪、保卫政权、维持社会治安、保卫国家建设的任务。毛泽东表示：“公安部队数量不要大，但质量要精”，同时任命罗瑞卿为公安部队司令员。
1950年5月16日至31日，总参谋部在北京召开全军参谋长会议，确定在解放军由540万人整编为400万人，建设占全国军队数量4.5%的公安部队。会议期间，根据毛泽东等人在中共政治局会议上的谈话要点，罗瑞卿提交了《建设人民公安部队方案和几个要点》，获得周恩来批准。
1950年9月7日，中央人民政府人民革命军事委员会（简称中革军委）主席毛泽东签发通令，统一全国22个公安师的番号
1950年9月22日，中革军委主席毛泽东签发《关于成立公安部队领导机构的电令》，决定将全国公安部队统一整编为“中国人民公安部队”，归中革军委直辖，任命罗瑞卿为公安部队司令员兼政委。程世才为副司令员，李天焕为副政治委员，吴烈为参谋长，欧阳毅为政治部主任。公安部队领导机关由华北军区第二十兵团（司令员杨成武，政委李天焕）机关、原公安中央纵队部分干部为基础，另从中革军委各总部及华北军区抽调少数干部组成，因第二十兵团部设在天津，故公安部队领导机关起初也设在天津。10月4日，在第二十兵团驻地天津贵州路津和里5号楼，罗瑞卿主持召开第一次公安部队领导班子会议，传达中革军委决定和命令。11月8日，军委公安部队司、政、后、干领导机关由天津迁到北京正式开始工作，并开始接管与整编内卫公安部队。
1950年11月3日，代总参谋长聂荣臻代表中革军委对公安部队名称作出指示：公安部队除已确定的22个师外，其余属省、市、专区、县的公安部队，一律不冠中国人民解放军的名称。这意味着“中国人民解放军公安部队”与“中国人民公安部队”两种名称并存。在军委组建公安部队及其领导机构的同时，各大军区及各省、市也先后组建公安部队。
1950年12月19日，根据罗瑞卿的建议，中央人民政府主席毛泽东、政务院总理周恩来共同签发《关于公安部队各项工作统归各大行政区之公安司令部政治部领导的命令》，内称：“为了加强地方公安部队之领导和管理教育起见，兹决定：各地方公安部队之管理、训练、政治工作等统归各大行政区公安司令部、政治部领导。须请示中央解决之问题，由各大行政区之公安司令部、政治部报军委公安司令部、政治部解决。华北各省、市地方公安部队直属军委公安司令部、政治部领导。全国各省以下地方公安部队和边防部队与机关之建制、使用与供给等，则仍属于各级人民政府之公安机关。”至1951年5月，先后在华东、东北、中南、西北、西南军区等大军区和铁道兵成立了公安部队领导机构，各省、市陆续成立公安总队，分别负责领导各地内卫、边防和地方公安工作。
- 西北军区公安司令部（1951.4.21由西北军区和西北军政委员会公安部各抽调一部分干部组成）/西北军区公安部队司令部/（1952.10.22）/西北军区公安部队部（1954.3.5）/兰州军区司令部公安部队处（1955.5.12原直属6个团改编为兰州军区内卫部队，各省公安总队移交给各省公安厅，改归地方建制）
  - 司令员兼政委：甘泗淇(1951.5-1952.8)/张达志(1952.8-1955.5)
  - 副司令员：李启明(1951.5-1952.8第一)，苏鳘(1951.5-1953.1第二；1953.1-1955.5第一)，郭宝珊(1951.11-1953.01第三；1953.01-1955.05第二)，张树芝(1951.12-1953.1第四；1953.1-1955.3第三)
  - 副政委：李启明(1951.5-1952.8兼西北军政委员会公安局长)，李建良(1951.11-1955.5)，景明远(1951.12-1953.1)
  - 参谋长：郭宝珊(1951.5-1951.11；1951.11-1952.8兼)／伍生荣(1952.8-1955.5)
  - 政治部主任：李建良(1951.5-1951.11)／景明远(1951.12-1952.8兼)／林山(1952.8-1955.10)
  - 副参谋长：刘威成(1951.5-1951.11)，伍生荣(1951.12-1952.7)
  - 政治部副主任：林山(1951.12-1952.8)
  - 后勤部部长：刘世华(1951.12-1954.9)
  - 后勤部政委：王坚(1951.12-1952.7)／陈其林(1952.7-1955.3)
- 西南军区公安司令部（1951.04.01成立）／西南军区公安部队司令部（1952.10.22）／西南军区公安部队部（1954.3.5）／成都军区公安部队处（1955.5.12，处长何明先）
  - 司令员：谷志标(1950.9-1952.10)／鲁瑞林(1952.10-1955.4)
  - 副司令员：
  - 政委：周兴(1951.4-1955.4，西南军政委员会公安部长兼最高人民检察署西南分署检察长)
  - 副政委：郭林祥(1951.4-1954.5)
  - 参谋长：李静宜(1951.12-1955.4)
  - 政治部主任：郭林祥(1951.4-1953.2兼）／孔俊彪(1953.2-1955.4)
  - 副参谋长：杜灵(1951.4-1952.7)
  - 政治部副主任：王银山(1951.4-1952.7)
  - 干部部部长：鲁瑞林(1952.12-1954.9)
  - 干部部政委：
  - 后勤部部长：范惠(1951.4-1953.7)／陆耀海(1953.7-1955.5)
  - 后勤部政委：杨永广(1952.6-1954.8)
- 中南军区公安部队由广东军区兼，司令员詹才芳

1951年7月11日，公安部部长罗瑞卿向中央人民政府主席毛泽东、政务院总理周恩来报告了公安部队的主要问题，建议统一整编全国公安部队。根据1951年7月15日《中央批转公安部第一次全国边防保卫工作会议的决议》，公安部对各地边防机构和部队也进行了整编。除中苏、中蒙边境外，各大区和边疆省、市先后成立了边防局（处或科）、边防分局、边防团、海防大队、派出所和检查站，隶属于公安机关。云南、西藏边境以及宝安、珠海一线的边防任务，由驻该地区的解放军野战部队担任。
1951年9月，中共中央决定将全国内卫、边防、地方公安部队统一整编，番号由“中国人民解放军公安部队”与“中国人民公安部队”并存，改为统一成“中国人民解放军公安部队”，由中革军委统一领导。
到1951年10月，中国人民解放军公安部队接管和组建了20个公安师又3个团，以及7所公安部队军政干部学校，共18.88万人；30个省级公安总队、共计32.27万人的地方公安部队；15个省市边防局，共计11个团、4个海防大队、3.06万人的边防公安部队；新解放地区治安武装及看押犯人的武装计10万人；中国人民解放军公安部队总计达到64.21万人。遵照1950年12月19日《关于公安部队各项工作统归各大行政区之公安司令部政治部领导的命令》，省级以下公安部队仍属各级地方人民政府公安机关建制、供给，其军事训练、行政管理、政治工作由各级公安部队司令部代管。
1952年10月22日，中革军委落实毛泽东的“四字批示”：“要（需要公安部队）、统（内卫、边防、地方公安部队统一）、整（公安部队要整顿、整编）、精（公安部队要精简、精干）。”，发布解放军公安部队、机关、学校定编后的番号。原“中国人民解放军公安司令部”改称“中国人民解放军公安部队司令部”。原各大军区“公安司令部”改称“中国人民解放军××军区公安部队司令部”，原铁道公安司令部改称“中国人民解放军铁道公安部队司令部”，原各级公安政治部、后勤部、干部部、军政干校等均作相应更名。公安师、团一般命名为“中国人民解放军公安第×师第×团”、“中国人民解放军某地公安警卫团”，省公安总队部称“中国人民解放军××省公安总队”，行署公安总队直属的公安大（中）队名称中不加“行署”二字，专区公安大队、县公安中队则加“专区”、“县”的字样。撤销了公安第三、第四、第五、第六、第七、第八师番号，其余部队统一整编为中国人民解放军公安第一、第二、第九至第二十二师和公安警卫师。中国人民解放军公安部队实际人数约53.86万人。1953年5月5日，经毛泽东批准，公安部队6所干部学校缩编为4所：
- 第一公安部队学校（军委公安部队军政干部学校与东北、西北公安部队军政干部学校合并，驻北京清河）[8]
- 第二公安部队学校（驻南充）
- 第三公安部队学校（华东军区公安部队干部学校缩编，驻上海大场）[9]
- 第四公安部队学校（中南军区公安部队军政干部学校缩编，驻武汉）

在抗美援朝战争中，部分公安部队组成中国人民志愿军公安部队入朝鲜执行巩固战地后方治安、保障交通运输安全、清匪肃特、防空护路、纠察执法、警备城市、看押战俘等任务。涌现出“警卫英雄”贺福洋、“剿匪和群众工作模范”张福全、获朝鲜三级国旗勋章的戴子和、“人民功臣”孙广起等英雄模范。1953年8月10日至20日，中国人民解放军公安部队第一届功臣模范代表会议在北京召开，毛泽东于8月3日为会议题写了“提高警惕、保卫祖国”八个字。

### 公安军、解放军公安部队時期
由于公安部队建设上的军事性与使用上的地方性之间的矛盾，根据国防部1955年5月12日批准的公安部队整编定型、定额方案，全国公安部队又进行了一次整编。国防部1955年7月18日公布公安军番号，自1955年8月1日将原“中国人民解放军公安部队”番号改为“中国人民解放军公安军”，公安军成为中国人民解放军的一个军种。中国人民解放军公安部队司令部改称中国人民解放军公安军司令部；各大军区公安部队司令部改为公安军司令部或公安部队处；撤销了省一级公安总队领导机构，由省军区兼各省公安军司令部。大行政区和省直属公安部队改为公安军建制序列，4所公安部队学校改称第一、第二、第三、第四公安军学校。公安军总员额39万人。
- 公安军司令员兼政委罗瑞卿大将（大军区级）
- 副司令员：程世才中将（副兵团级）、韦国清上将（副兵团级）、邓少东少将（正军级）
- 副政委：李天焕中将（兼干部部部长，副兵团级）
- 参谋长：吴烈少将（正军级）
- 副参谋长：熊伯涛少将（副军级）、罗文坊少将（准军级）
  - 海上巡逻处处长：张逸群
  - 军务处处长：严家安大校（1962年晋升少将）
  - 侦察处处长：柏玉生大校
- 政治部主任：欧阳毅中将（准兵团级）
- 政治部副主任：李逸民少将（正军级）
  - 保卫部部长：杨卓大校（1961年晋升少将）
  - 政法处处长：李逸民（兼）
- 公安军干部部 部长李天焕（兼） 副部长方国华少将（副军级）
- 公安军后勤部 部长查国桢少将（正军级）政委陈波少将（准军级）副部长：梁玉振少将（准军级）、曾新泮大校（1961年晋升少将） 副政委：罗斌大校（1962年晋升少将）
- 第一公安军学校政委王元和大校（1962年晋升少将）
- 第二公安军学校校长张刚剑大校
- 第三公安军学校政委李建良少将（准军级）。1948年建立解放军渤海纵队教导营。1949年解放上海后创办华东军区淞沪警备部队文化干部训练团，训练知识青年。1950年淞沪警备部队文化干部训练团与淞沪警备司令部教导团合编。1951年初扩编为华东军区公安部队干部学校。淞沪警备部队司令员郭化若兼校长和政治委员。校址先在青浦，后迁大场马桥营房，下设3个大队。1952年改称华东军区公安部队军政干部学校，下设7个中队。1953年改为解放军第三公安干部学校，下设一、二、三营及一个外语连，属中国人民解放军公安军领导。1956年建立公安军边防学校。1958年学校撤销。累计培训干部、战士4,982人。
- 第四公安军学校政委鲍奇祥大校（1961年晋升少将）
- 公安部警卫局局长汪东兴少将（行政七级）
  - 第305医院院长周玉明大校
- 中央警卫师师长：刘辉山少将（准军级）政委 张廷桢少将（准军级）副师长魏传连
- 中央警卫团团长：张耀祠大校（1962年晋升少将）（公安部警卫局副局长兼）
- 内卫2师：师长王明贵少将(准军级) 政委郑旭煜大校（1961年晋升少将）
- 内卫3师：师长张世盖大校（1962年晋升少将）；政委白寿康少将（准军级）
- 内卫4师：政委张柱国大校（1962年晋升少将）
- 北京市公安总队：总队长吕展大校（1962年晋升少将）；政委刘福大校（1962年晋升少将）
- 天津市公安总队：总队长贺炎藩大校。第二政委陈伯禄少将（准军级）
- 河北省公安总队总队长邹国厚少将（准军级）

公安军组建后，在国务院和中央军委领导下，继续担负原公安部队职能。在内卫方面，执行清剿土匪、警备城市、平息叛乱、警卫首脑机关、守卫重要铁路桥梁隧道、守护重要工业设施、看押劳改罪犯、捕歼空降特务等任务；在边防方面，执行国境警卫、侦察、检查和边境事务管理等任务。
1955年7月30日，国务院发布命令，决定自1955年8月1日起，专区和县两级的解放军公安部队共计8万人由部队集体转业，移交给地方公安机关，改编为“人民武装警察”，着人民警察服装，戴人民警察帽徽及胸章，实行薪金制。公安部成立武装民警局（公安部十六局），各省公安厅成立武装民警处，负责管理人民武装警察部队。同时，将担负岛屿、要塞守备任务的边防公安部队共计5万余人拨归解放军各军区建制序列。
1956年9月13日，根据军委指示，第一公安军学校改为“中国人民解放军公安军高级学校”，驻北京清河；第二、四公安军学校合编为中国人民解放军公安军内卫学校，校址汉口；第三公安军学校改编为中国人民解放军公安军边防学校，驻上海大场。
1956年11月15日，公安军在北京召开积极分子代表会议，319名优秀公安战士及44个优秀单位的代表出席。11月16日下午，毛泽东、刘少奇、周恩来、陈云、邓小平共同接见了出席会议的全体代表。
1956年，中共八大决定大幅度裁减部队员额以应对和平建设的局面。1956年12月，中共中央成立由邓小平、罗瑞卿、谭政、陈赓、黄克诚组成的专门小组，3次会商公安军整编问题。12月28日中共中央军委秘书长、中国人民解放军副总参谋长黄克诚向中央呈送《关于公安军问题小组会议纪要》，其中提出撤销公安军的番号和领导机构。1957年1月22日，毛泽东批示：“照办。”随后中共中央军委扩大会议决定对全军实行精简整编，撤销中国人民解放军公安军番号及其领导机构；把边防、内卫、城防部队交省军区、军分区和城市警备部领导指挥；把看守监狱和劳改犯人，守卫工厂、仓库和国家机关的部队中凡是可以改为警察的，都连同任务拨归国家公安部门，改编为警察；专区、县的公安部队交地方政府公安机关改编为人民警察。1957年8月29日，中共中央军委发布电令，自9月1日起撤销公安军军种番号，各地公安军由各军区领导，仍称“中国人民公安部队”。原公安军司令部缩编为总参谋部警备部，负责研究和指导全国内卫、边防业务，指挥领导直属公安部队，原公安军副政委李天焕中将任总参谋部警备部部长。7个军区的公安军司令部和3个军区的公安部队（处）亦于3月至8月先后撤销。沈阳军区、北京军区、济南军区、兰州军区司令部设警备处或卫戍勤务处。其他军区由作战、情报等有关部门兼任内卫、边防业务工作。总参谋部警备部直接指挥的公安部队共计26.8万人，分归各军区建制领导指挥。

### 公安机关人民武装警察時期

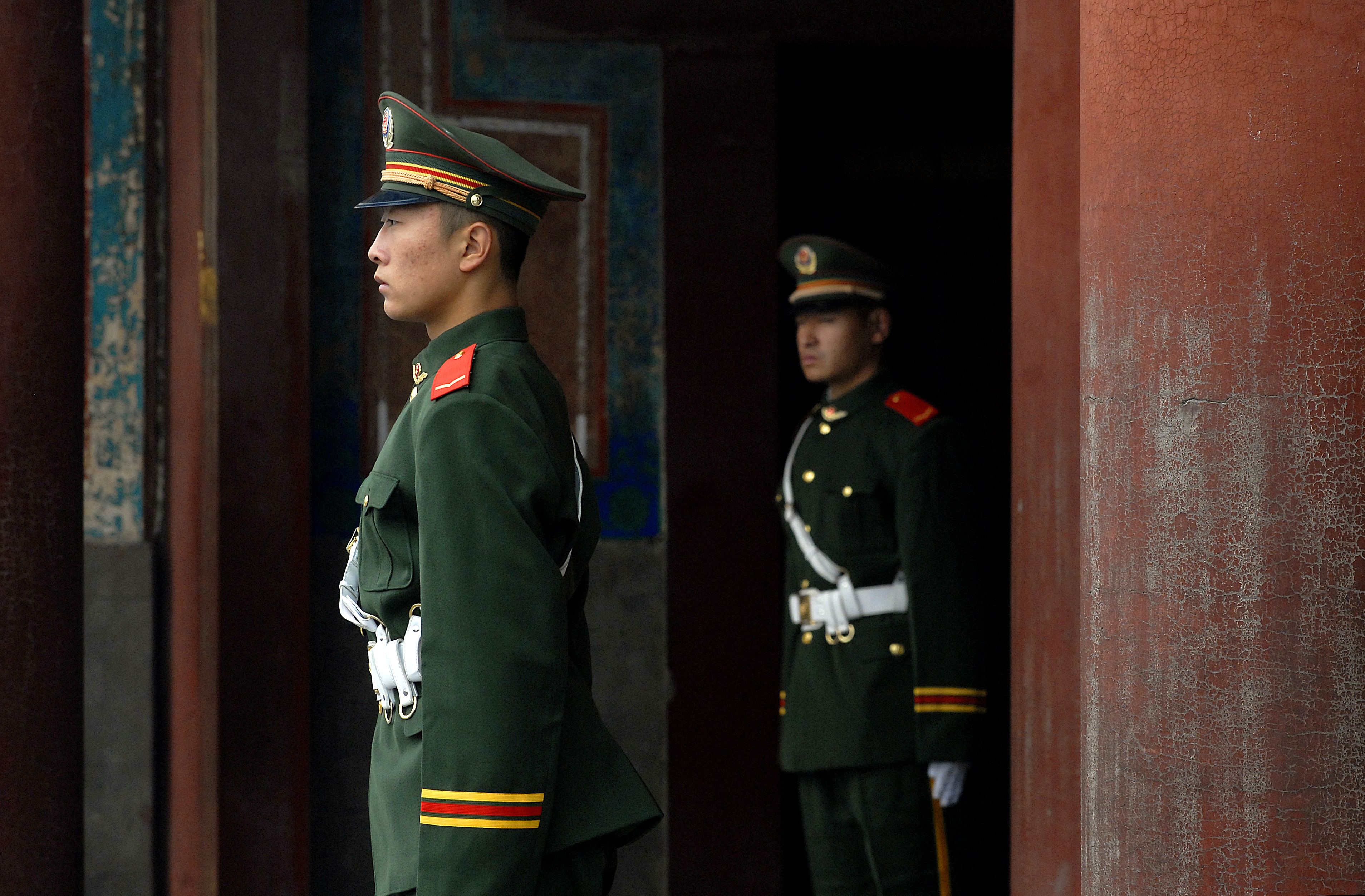
2007年正在故宫博物院站岗执勤的武警北京总队士兵

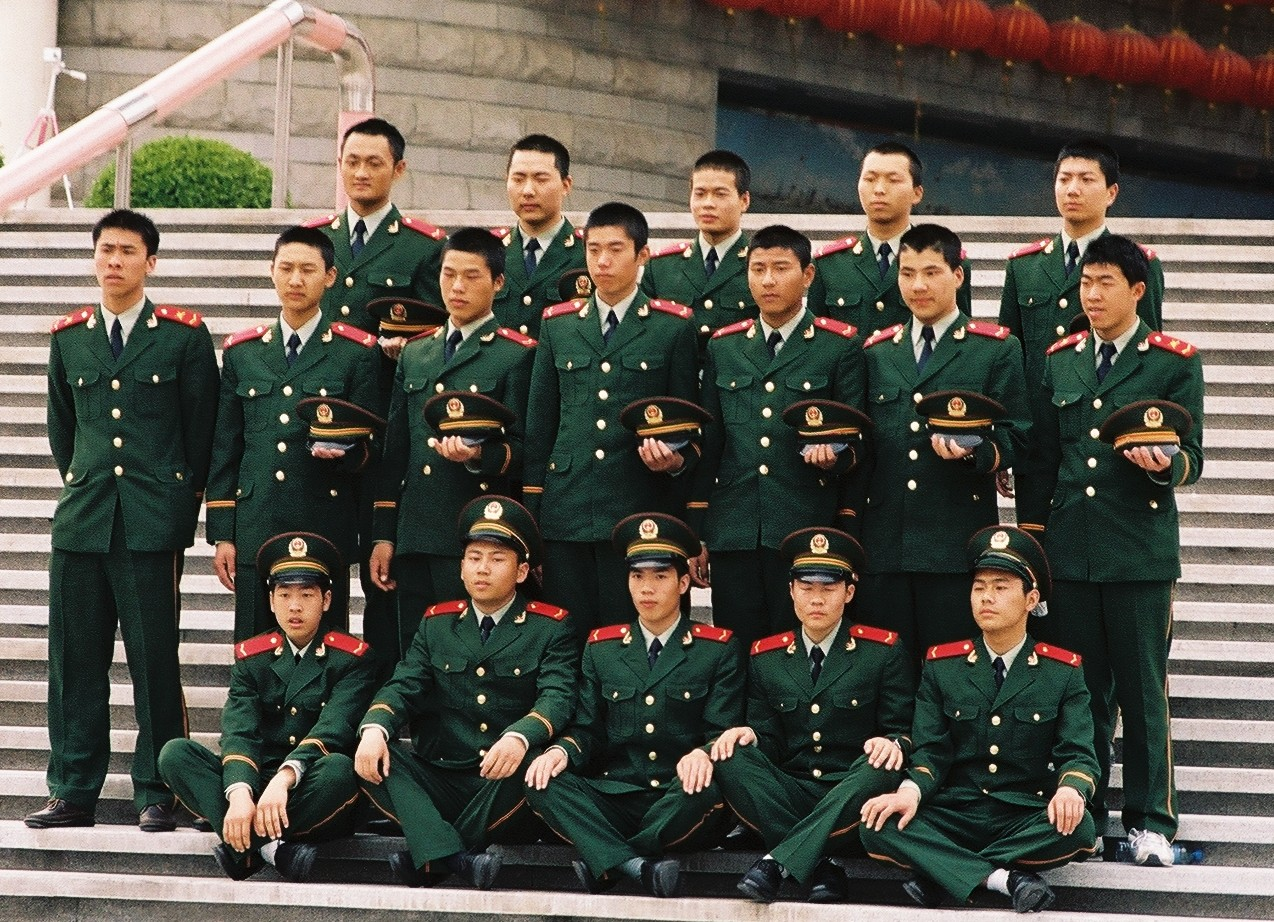
2007年武警上海总队士兵

1958年8月4日，中共中央批准中共中央军委《关于公安部队整编问题的报告》，决定于1958年底，将公安部队担负看押劳改犯、守护铁道和一般厂矿企业的内卫部队13万人，中苏、中蒙、中朝、中越边境、沿海内湾和对外开放口岸的边防部队9,000人，以及警卫外宾、使馆、省以下机关、院校的6,000余人，共14.5万人集体转业退伍，划归各级公安机关改为“人民武装警察部队”，简称“武装民警部队”，在各级地方党委领导和公安机关直接指挥下工作，并接受上级人民武装警察部队党委指导，即执行“块块”为主、“条条”为辅的双重领导体制。
1958年11月14日公安部、总参警备部《警备部直属部队、学校、机关整编实施计划》规定：
- “中国人民解放军公安军高级学校”于1959年1月改为“公安部人民武装警察高级干部学校”。
- “中国人民解放军公安军内卫学校”改为“公安部人民武装警察干部学校”。
- “中国人民解放军公安军边防学校”于1958年底撤销。

1959年1月1日，公安部队正式整编为“人民武装警察部队”。同时，担负中央及各省（市）警卫、剿匪治安、守护重要铁道桥梁和军工厂矿任务的内卫部队和沿海边防部队共7.2万人，仍属军队序列，归所在大军区指挥领导。
总参谋部警备部与公安部武装民警局（公安部十六局）合编为公安部四局，负责人民武装警察的指导工作。各省、自治区、直辖市公安厅（局）以武警民警处为基础，扩编为总队，称“某某省（自治区、直辖市）公安厅（局）人民武装警察总队”，直辖原解放军公安部队改编的各支队；专署设人民武装警察大队；县设人民武装警察队；一律冠以相应地方公安机关的名头。改编后的人民武装警察是各级公安机关的组成部分，在各级党委的领导和公安机关的直接指挥下进行工作，并接受上级武警部队的领导，实行当地块块为主的领导。整编后各级公安机关的人民武装警察部队共有25.4万人，取消军衔，改为职业制警察，准师以上干部由军队级别套改为地方干部行政级；正团以下干部由军队级别套改为民警级；战士由供给制改为薪金制，按国家机关工作人员工资标准评定，实行志愿兵制，服务期为5至7年，新警士入伍后即按民警13级待遇。
1959年4月，李天焕任公安部副部长，主管武装警察部队工作。由于人民武装警察部队来源各异、服装驳杂，1959年10月起人民武装警察着统一的新式警服。

### 初设中国人民武装警察部队时期
1961年11月23日，中共中央批准了公安部党组《关于改进人民武装警察部队领导体制的报告》，人民武装警察部队建制继续属于公安机关，以便利地方政府使用，领导体制改为由军事系统和公安机关双重领导，以加强军事性、纪律性。随后，解放军三总部（总参谋部、总政治部、总后勤部）和公安部作出相关规定：自1962年1月起，成立全国人民武装警察部队领导机构，部队全称为“中国人民武装警察部队”，简称“武装警察部队”，不再使用“武装民警部队”的简称，武装警察部队由地方职业制改为现役制，享受解放军待遇，武装警察部队的编制、定额不计入解放军总定额内。公安部四局即行撤销；各省（自治区、直辖市）公安厅（局）人民武装警察总队改称中国人民武装警察部队某某省（自治区、直辖市）总队，隶属于中国人民武装警察部队和省（自治区、直辖市）公安厅（局）建制，全体官兵办理入伍手续、恢复（实行）军队级别并评定军衔。实行中国人民武装警察部队党委和人民政府公安机关党委的双重领导，以中国人民武装警察部队党委领导为主；在部队各项建设上受军委、解放军三总部和中国人民武装警察部队总部的统一领导；在执行公安任务和公安业务方面受公安部领导。国务院副总理、公安部部长谢富治兼任中国人民武装警察部队司令员兼政委。
1962年6月，武警部队司令部发出在17个省、自治区、直辖市的总队组建专门警卫队的通知，担负警卫中央政治局常委和国宾的任务。武警部队的一个新警种由此出现。

### 中国人民公安部队時期
1963年1月，中共中央决定，恢复“中国人民公安部队”番号。1963年1月16日，经中共中央批准，中共中央军委、公安部发布《关于改变武装警察部队名称的电令》，自2月1日起，中国人民武装警察部队改称“中国人民公安部队”。其建制和领导关系仍按现有规定不变。

### 納入中国人民解放军時期
文化大革命爆发后，根据国际形势，1966年6月，中共中央军委决定自同年7月1日起撤销“中国人民公安部队”番号，统一整编为解放军，将公安部队领导机关改编为中国人民解放军第二炮兵部队指挥领导机构，公安部队第二政委李天焕调任第二炮兵部队政委；撤销28个省级公安总队，北京总队改为北京卫戍区警卫二师，上海总队改为上海警备区警备师，西藏总队改为西藏军区独立团，四川总队改为成都军区独立师，其他24个公安总队改为各省军区独立师或独立第二师。各公安总队直属支队、大队整编为独立师下属团及师直；各专区（市）公安支队、公安大队、公安边防大队撤消番号，其直属部队整编为军分区独立连；各县（市）公安中队按原定额划归所在地县（市）人民武装部建制领导，改称“中国人民解放军某某省某某县（市）中队”，公安机关布置任务一般应通过县（市）人民武装部下达，特殊情况可直接下达。
经中共中央、国务院批准，1965年5月1日起公安局消防民警实行义务兵役制；公安消防干部继续实行职业制民警身份，着民警服装。1969年，各县公安局消防队移交县人武部代管。1973年，消防队伍复归公安机关领导。
在中美接近、国际局势相对缓和的形势下，鉴于边防检查工作直接与国内外过境旅客打交道，属于传统的公安业务工作，1973年6月8日，中央批准了公安部和解放军三总部提交的《关于边防检查站交接方案》，决定将军队现役建制的46个国家边防检查站和37个地方边防口岸检查站移交公安部门建制领导，移交后边防检查站干部战士退出现役，改称“人民武装警察”。公安部设立边防保卫局。1974年12月，为加强军事性，边检站人民武装警察又恢复实行现役兵役制。
1975年，原由公安部队改编的各省军区独立师纷纷撤销，改为省军区、军分区下属的独立团、独立营。
1975年10月15日，中央批准了公安部和解放军三总部提交的《关于县、市中队交归公安机关建制领导有关问题的报告》，决定自1976年1月1日起将负责内卫任务、原归军队建制的2465个县、市中队移交当地县（市）公安局建制领导，改为“人民武装警察”，称“某某县（市）公安局人民武装警察中队”，执行任务不变，官兵改着民警服，仍保持现役兵役制，执行军队的条令条例和供给标准，享受解放军同等待遇。公安部设立武装民警局进行管理。1976年内，各省（自治区、直辖市）公安局（当时不称公安厅）增设武装民警处，地区（市）公安局设武装民警科，主要任务是做好新兵补充、训练，老兵退伍，干部转业，制定军政训练计划，后勤物资供应、经费开支财务管理、执行军政业务训练指导等。
1980年1月，实行义务兵役制和地方职业制的边防武装警察，改为“人民边防武装警察部队”。

### 复设中国人民武装警察部队初期

1983年至2021年7月31日期间使用的中国人民武装警察部队警徽，样式与中华人民共和国人民警察警徽相同。

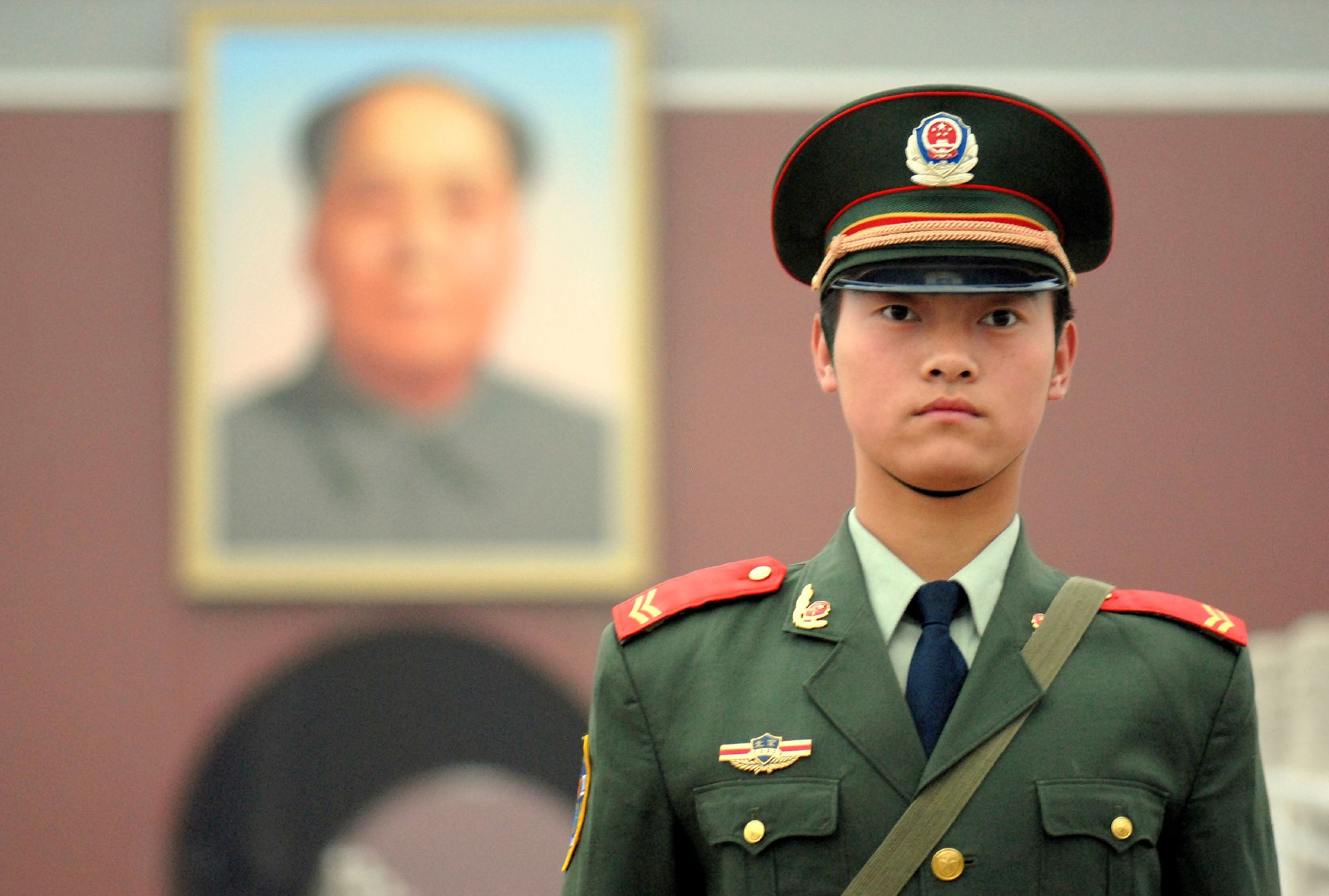
2007年6月，一位身着87式武警士兵春秋常服的武警内卫部队上等兵正在天安门广场执勤。该式武警警服帽徽采武警警徽样式。

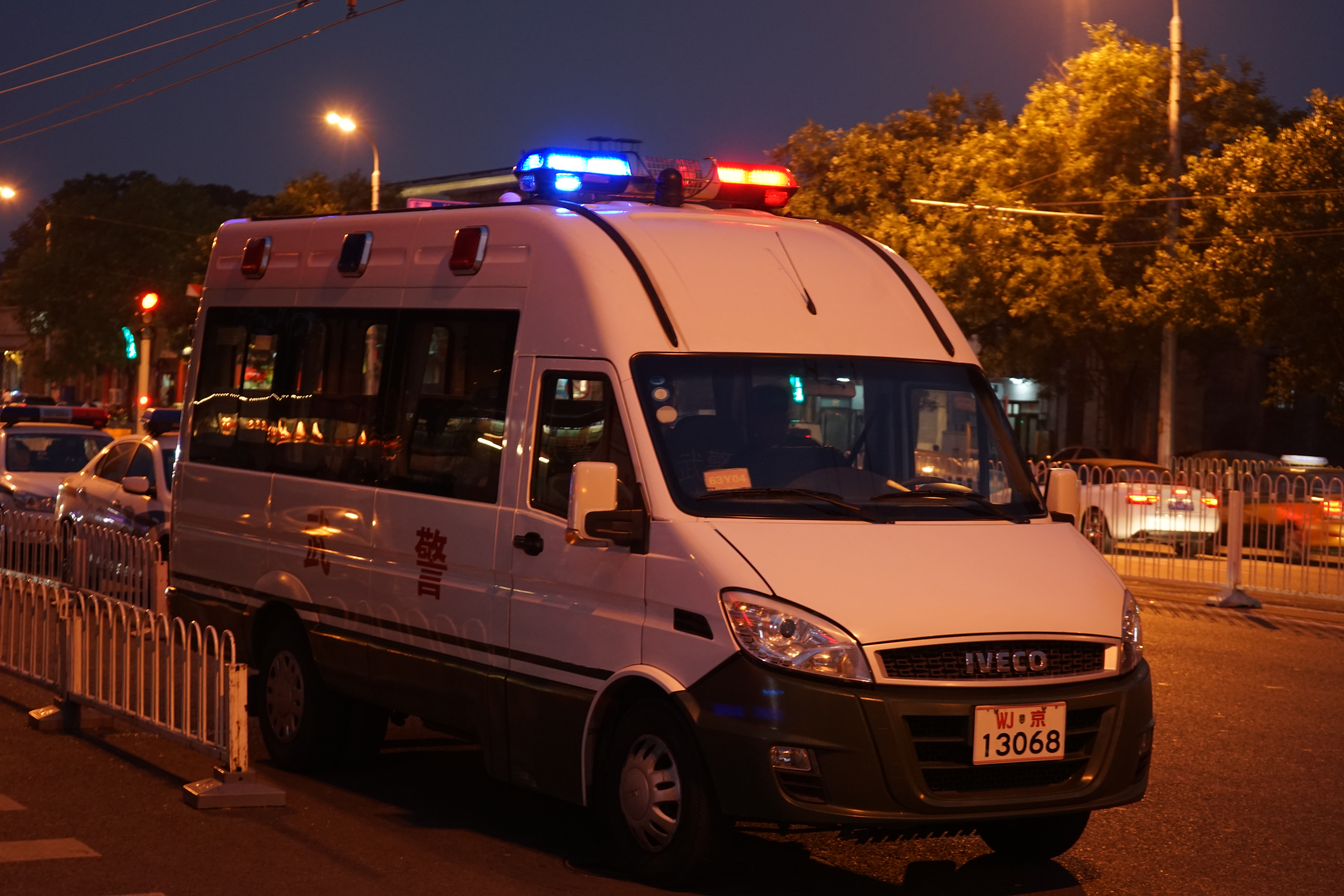
一辆正在执行任务的武警军车

1982年6月19日，中共中央批转了公安部党组《关于人民武装警察管理体制问题的请示报告》，决定将中国人民解放军担负的地方内卫任务及其执勤部队移交给公安部门，同公安部门原来实行义务兵役制的武装、边防、消防警察统一组建成“中国人民武装警察部队”（简称“武警部队”），隶属公安部门。公安部成立中国人民武装警察部队总部，省、市、自治区公安厅（局）成立人民武装警察总队，地区（市、州、盟）公安处（局）成立人民武装警察支队，县（市、旗）公安局成立人民武装警察大队或中队。在各级领导机关设司、政、后、消防（处、科）、边防（局、处）。根据中央1982年30号文件精神，消防民警中的地方行政干警转为现役。至此，消防队全体干警均纳入武警编制。
1983年4月5日，中国人民武装警察部队总部正式成立，列公安部序列，受公安部领导。新组建的中国人民武装警察部队是公安部门的组成部分，在各级党委、政府和公安部门的领导下工作，并接受上级武装警察部队的领导。在编制序列、服装式样、供给标准、纪律要求、教材训练、边沿地区的协作和政治思想工作等方面，实行统一规划和管理。经常性的工作，实行由公安部门分级管理、分级指挥，即“一统两分”，以“块块”管理为主。人民武装警察部队及其各级机关，实行义务兵和志愿兵相给合的制度，执行解放军的条令、条例和供给标准，享受解放军的同等待遇。
武警基本人员通常不被称为“警员”，而是被称为“士兵”或“战士”。“武警警官和士兵”，合称“武警官兵”，与中国人民解放军的军官和士兵一样，都是现役军人。
1984年3月23日，全国警卫人员列入武警部队序列。
根据1984年9月21日国务院、中央军委批转的《关于基建工程兵水电、交通、黄金部队改编的实施方案》，1985年1月1日起，基建工程兵水电部队（成立于1966年8月）、交通部队（成立于1966年8月）、黄金部队（成立于1979年3月）列入中国人民武装警察部队序列。
1985年8月，公安部先后发出《关于改善和调整边防体制的通知》和《关于改进和加强消防部队领导管理的几项规定》的通知，分别将全国边防部队和消防部队从武警部队划出，归各级公安部门领导，但序列仍属武警部队。1987年，边防部队从武警各总队划出，归省公安厅直接领导；武警各总队消防处改编为消防总队，划归省公安厅直接领导；各支队消防科及县（市）消防中队整编为消防大队，隶属省消防总队和（地级）市公安局（地区行署公安处）双重领导。
1988年1月13日，《国务院、中央军委关于批准黑龙江、吉林、内蒙古武装森林警察列入武警部队序列实施方案的通知》（国发〔1988〕4号）发出，同意武装森林警察列入武警部队序列。1988年2月4日，黑龙江、吉林、内蒙古的武装森林警察列入武警部队序列，在林业部设立森林警察办公室。
1995年5月3日，国务院、中央军委以国发〔1995〕5号印发《关于调整中国人民武装警察部队领导管理体制的决定》，“武警部队属于国务院编制序列，由国务院、中央军委双重领导，实行统一领导管理与分级指挥相结合的体制。”“武警总部接受公安部的领导和指挥，总队及其以下武警部队接受同级公安部门的领导。”中央军委主要负责武警部队的组织编制、干部管理、指挥、训练、政治工作；国务院主要负责武警部队日常任务赋予、规模和编制定额、指挥、业务建设、经费物资保障。即中央军委通过中国人民解放军三总部（总参谋部、总政治部、总后勤部）实施对武警部队的统一领导、统一管理与国务院通过各级公安机关按规定权限对武警部队实施分级指挥相结合的“两统一分”体制。“处置突发事件和抢险救灾需要使用武警部队时，各省、自治区、直辖市党委和政府可按照规定权限调动使用本行政区域内的武警部队；需跨省、自治区、直辖市调动使用武警部队时，报党中央、国务院、中央军委批准。”
1995年12月17日，中央军委决定将武警部队总部由副大军区级升格为正大军区级。1995年至1999年先后将全国各省、自治区、直辖市总队升格为副军级。1999年，武警北京市第一总队和第二总队合并为武警北京市总队（正军级）。
1996年10月，中央军委先后将中国人民解放军陆军部队的14个乙种步兵师转隶武警部队序列，编为武警内卫部队机动师，执行机动作战任务，直属武警总部领导管理。
1998年7月23日，首届“中国武警十大忠诚卫士”颁奖大会在北京人民大会堂举行，自此争做党和人民忠诚卫士活动在武警部队兴起。
1999年2月5日，国务院、中央军委以国发〔1999〕6号印发《国务院、中央军委关于调整武警黄金、森林、水电、交通部队领导管理体制及有关问题的通知》，调整武警黄金、水电、交通、森林部队体制，实行武警总部和国家业务主管部门双重领导管理体制，武警总部对黄金、水电、交通、森林部队的军事、政治、后勤工作实施统一领导管理，国家黄金、水利电力、交通、林业主管部门分别负责其业务工作。中国人民武装警察部队司令部设立警种部。
2001年4月，中央组织部、中央政法委、公安部党委联合下发《关于改进公安武警边防部队领导管理体制的通知》（政法〔2001〕11号），公安武警边防部队领导管理体制改为“双重领导，条块结合，以条为主”的原则，将过去的“分级管理，分级指挥”调整为公安部对公安武警边防部队的“统一领导管理”与地方党委政府通过各级公安部门按规定权限对武警边防部队的“分级指挥”相结合，以“条条”为主的集中统一领导的垂直体制。
2009年8月27日，经第十一届全国人民代表大会常务委员会第十二次会议审议通过，《中华人民共和国人民武装警察法》颁布实施。
2013年1月29日，中共中央总书记、国家主席、中央军委主席习近平视察武警部队，强调努力建设一支听党指挥、能打胜仗、作风优良的现代化武装警察部队。

### 深化国防和军队改革后
中共十八届三中全会作出的《中共中央关于全面深化改革若干重大问题的决定》，要求“优化武装警察部队力量结构和指挥管理体制”；中共中央批准的深化国防和军队改革总体方案明确，按照“军是军、警是警、民是民”的原则，调整武警部队指挥管理体制，优化力量结构和部队编成。《中央军委关于深化国防和军队改革的意见》要求加强中央军委对武装力量的集中统一领导，并对贯彻中央决策部署作了具体安排。
2017年10月31日，根据中共中央的决策部署，为依法有序推进武警部队改革举措，为修改完善相关法律规定积累实践经验，第十二届全国人大常委会第三十次会议审议了《关于中国人民武装警察部队改革期间暂时调整适用相关法律规定的决定（草案）》，暂时调整适用《中华人民共和国国防法》和《中华人民共和国人民武装警察法》的相关规定。受国务院、中央军委委托，武警部队司令员王宁10月31日所作关于草案的说明称，为贯彻落实中共十八届三中全会全面深化改革的决定，按照中共中央批准的深化国防和军队改革总体方案及关于武警部队改革的决策部署，加强中共中央和中央军委对武警部队的集中统一领导，建设一支听党指挥、能打胜仗、作风优良的现代化武警部队，将对武警部队领导指挥体制和力量结构调整改革。王宁在关于草案的说明中表示，暂时调整适用的主要内容：一是调整领导指挥体制，二是调整职能任务，三是调整警衔制度，四是调整保障体制，五是调整部队部署和兵力调动使用制度。
2017年12月，中共中央印发《中共中央关于调整中国人民武装警察部队领导指挥体制的决定》，自2018年1月1日零时起，武警部队由中共中央、中央军委集中统一领导，实行中央军委－武警部队－部队领导指挥体制，归中央军委建制，不再列国务院序列。自此地方各级党委、政府不再有权调动武警部队。武警部队不列入解放军序列，武警部队的根本职能属性没有变化，但增加了承担海上维权执法等任务。
2018年1月10日，中央军委向武警部队授旗仪式在北京八一大楼举行，中共中央总书记、国家主席、中央军委主席习近平向武警部队授旗并致训词。中央军委决定授予武警部队“中国人民武装警察部队旗”。武警部队旗上半部保持八一军旗样式，寓意武警部队诞生于人民军队的摇篮，表示武警部队是党领导的人民武装力量的组成部分。下半部镶嵌三个深橄榄绿条（與武警部隊制服同色），代表武警部队担负维护国家政治安全和社会稳定、海上维权执法、防卫作战三类主要任务及力量构成。

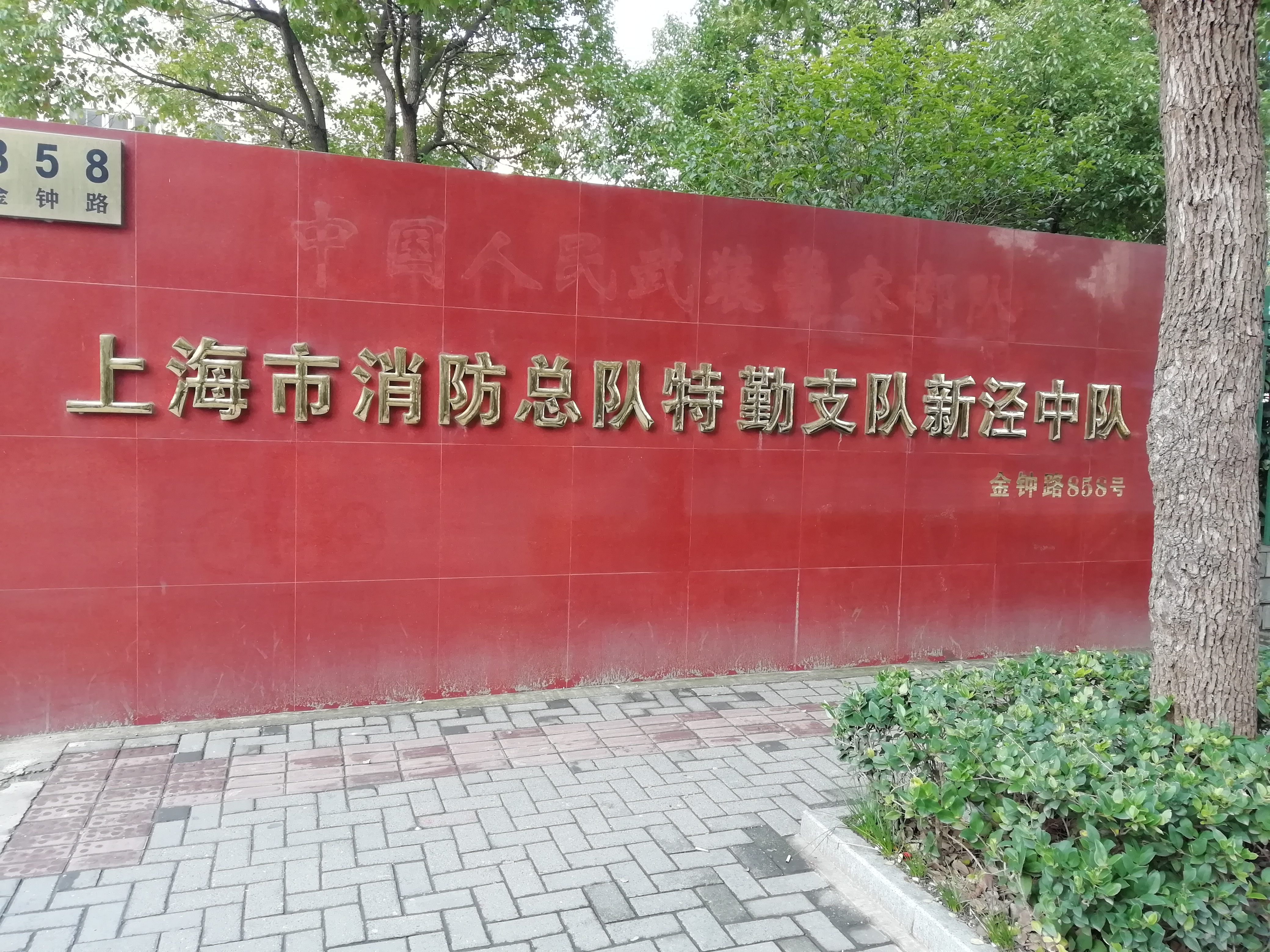
位于上海市长宁区的上海市消防总队特勤支队新涇中队，在机构改革前有“中国人民武装警察部队”的字样，现已卸下

2018年3月21日，中共中央印发了《深化党和国家机构改革方案》，其中提到“将列武警部队序列、国务院部门领导管理的现役力量全部退出武警，将国家海洋局领导管理的海警队伍转隶武警部队，将武警部队担负民事属性任务的黄金、森林、水电部队整体移交国家相关职能部门并改编为非现役专业队伍，同时撤收武警部队海关执勤兵力”。由此，曾经编入武警序列的公安现役部队（包括公安边防部队、公安消防部队、公安警卫部队等）和由武警领导管理的武警黄金部队、武警森林部队、武警水电部队等部队全部退出武警序列。武警交通部队并入武警机动总队。
2018年6月22日，根据第十三届全国人民代表大会常务委员会第三次会议通过的《全国人民代表大会常务委员会关于中国海警局行使海上维权执法职权的决定》，海警队伍整体划归中国人民武装警察部队领导指挥，调整组建中国人民武装警察部队海警总队，称中国海警局，中国海警局统一履行海上维权执法职责。
截至2018年6月，参与海关执勤的武警兵力已完成整体撤收；2018年7月1日零时起，海警队伍整体划归武警部队领导指挥；森林、黄金、水电部队将于2018年底前分别整体移交应急管理部、自然资源部、国务院国资委。武警部队改革完成后，主要由内卫总队、机动总队、海警总队、院校和科研机构等组成，主要担负执勤、处理衝突、反恐怖、海上维权执法、抢险救援以及防卫作战等任务。
有学者认为改革目的一是強化中央軍委对武裝力量的統一領導；二是理順軍、警、民關係，将負責國家經濟建設的水電、交通等部队移交国家相关职能部门；三是藉改革進行反腐肅貪及剷除地方势力、舊勢力，為習近平進一步集權；四是防範野心家以及地方政府不當使用武警部隊。
2020年4月26日，人民武装警察法修订草案提请全国人大常委会审议。武装警察部队司令员王宁作修订草案说明，此次修订主要是增加了“组织和指挥”一章，将“任务和职责”一章调整为“任务”和“职权”两章。草案总则部分明确规定武警部队担负执勤、处置突发事件、反恐怖、海上维权执法、抢险救援和防卫作战任务。
2020年6月20日，人民武装警察法修订案在十三届全国人大常委会第十九次会议上审议通过，国家主席习近平签署第48号主席令予以公布，并自2020年6月21日起施行。
| 改革前单位名称           | 改革后人员主要去向      | 人员属性                                  |
| ------------------------ | ----------------------- | ----------------------------------------- |
| 武警内卫部队             | 不变                    | 现役军人                                  |
| 武警交通部队             | 武警内卫部队            | 现役军人                                  |
| 武警黄金部队             | 自然资源部 中国黄金集团 | 现役军人→政府公务员 现役军人→国有企业职工 |
| 武警森林部队             | 应急管理部              | 现役军人→政府公务员                       |
| 武警水电部队             | 中国安能建设集团        | 现役军人→国有企业职工                     |
| 公安边防部队             | 国家移民管理局          | 现役军人→政府公务员                       |
| 公安消防部队             | 应急管理部              | 现役军人→政府公务员                       |
| 公安警卫部队             | 公安部特勤局            | 现役军人→政府公务员                       |
| 国家海洋局（中国海警局） | 武警海警总队            | 政府公务员→现役军人                       |

## 职责

### 内卫部队和机动部队
2009年8月27日，第十一届全国人大常委会第十次会议表决通过《中华人民共和国人民武装警察法》，首次对武装警察的内卫任务、职责等，通过法律形式予以明确和规范。
2020年6月20日，第十三届全国人大常委会第十九次会议通过了《中华人民共和国人民武装警察法（修正案）》。
根据《人民武装警察法》规定，中国人民武装警察部队担负下列执勤任务：
1. 警卫对象、重要警卫目标的武装警卫；
2. 重大活动的安全保卫；
3. 重要的公共设施、核设施、企业、仓库、水源地、水利工程、电力设施、通信枢纽等目标的核心要害部位的武装守卫；
4. 重要的桥梁和隧道的武装守护；
5. 监狱、看守所等场所的外围武装警戒；
6. 直辖市，省、自治区人民政府所在地的市和其他重要城市（镇）的重点区域、特殊时期以及特定内陆边界的武装巡逻；
7. 协助公安机关、国家安全机关依法执行逮捕、追捕任务，协助监狱、看守所等执勤目标单位执行押解、追捕任务，协助中国人民银行、国防军工单位等执勤目标单位执行押运任务。

根据《人民武装警察法》规定，中国人民武装警察部队担负下列处突任务：
1. 保卫重要目标安全；
2. 封锁、控制有关场所和道路；
3. 实施隔离、疏导、带离、驱散行动，制止违法犯罪行为；
4. 营救和救护受困人员；
5. 武装巡逻，协助开展群众工作，恢复社会秩序。

根据《人民武装警察法》规定，中国人民武装警察部队担负下列反恐任务：
1. 实施恐怖事件现场控制、救援、救护，以及武装巡逻、重点目标警戒；
2. 协助公安机关逮捕、追捕恐怖活动人员；
3. 营救人质、排除爆炸物；
4. 参与处置劫持航空器等交通工具事件。

### 海警部队

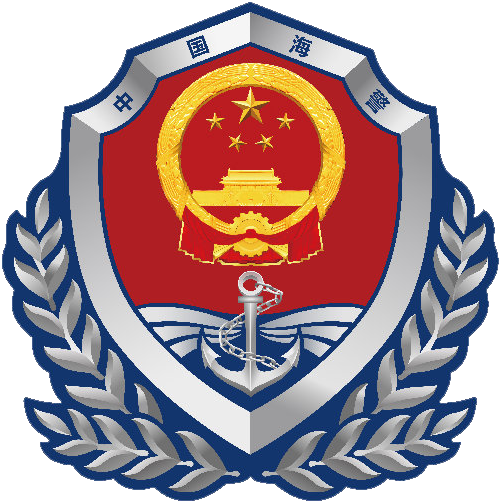
中国海警标志

2018年6月22日，第十三届全国人大常委会第三次会议表决通过《全国人民代表大会常务委员会关于中国海警局行使海上维权执法职权的决定》，决定海警队伍整体划归中国人民武装警察部队领导指挥，调整组建中国人民武装警察部队海警总队。
2021年1月22日，中华人民共和国第十三届全国人民代表大会常务委员会第二十五次会议通过《中华人民共和国海警法》，自2021年2月1日起施行。根据《海警法》的规定，中国海警局的职责为：
1. 在我国管辖海域开展巡航、警戒，值守重点岛礁，管护海上界线，预防、制止、排除危害国家主权、安全和海洋权益的行为；
2. 对海上重要目标和重大活动实施安全保卫，采取必要措施保护重点岛礁以及专属经济区和大陆架的人工岛屿、设施和结构安全；
3. 实施海上治安管理，查处海上违反治安管理、入境出境管理的行为，防范和处置海上恐怖活动，维护海上治安秩序；
4. 对海上有走私嫌疑的运输工具或者货物、物品、人员进行检查，查处海上走私违法行为；
5. 在职责范围内对海域使用、海岛保护以及无居民海岛开发利用、海洋矿产资源勘查开发、海底电（光）缆和管道铺设与保护、海洋调查测量、海洋基础测绘、涉外海洋科学研究等活动进行监督检查，查处违法行为；
6. 在职责范围内对海洋工程建设项目、海洋倾倒废弃物对海洋污染损害、自然保护地海岸线向海一侧保护利用等活动进行监督检查，查处违法行为，按照规定权限参与海洋环境污染事故的应急处置和调查处理；
7. 对机动渔船底拖网禁渔区线外侧海域和特定渔业资源渔场渔业生产作业、海洋野生动物保护等活动进行监督检查，查处违法行为，依法组织或者参与调查处理海上渔业生产安全事故和渔业生产纠纷；
8. 预防、制止和侦查海上犯罪活动；
9. 按照国家有关职责分工，处置海上突发事件；
10. 依照法律、法规和我国缔结、参加的国际条约，在我国管辖海域以外的区域承担相关执法任务；
11. 法律、法规规定的其他职责。

《海警法》还规定，海警机构与公安、自然资源、生态环境、交通运输、渔业渔政、海关等主管部门的职责分工，按照国家有关规定执行；海警机构接到因海上自然灾害、事故灾难等紧急求助，应当及时通报有关主管部门，并积极开展应急救援和救助。

## 编制

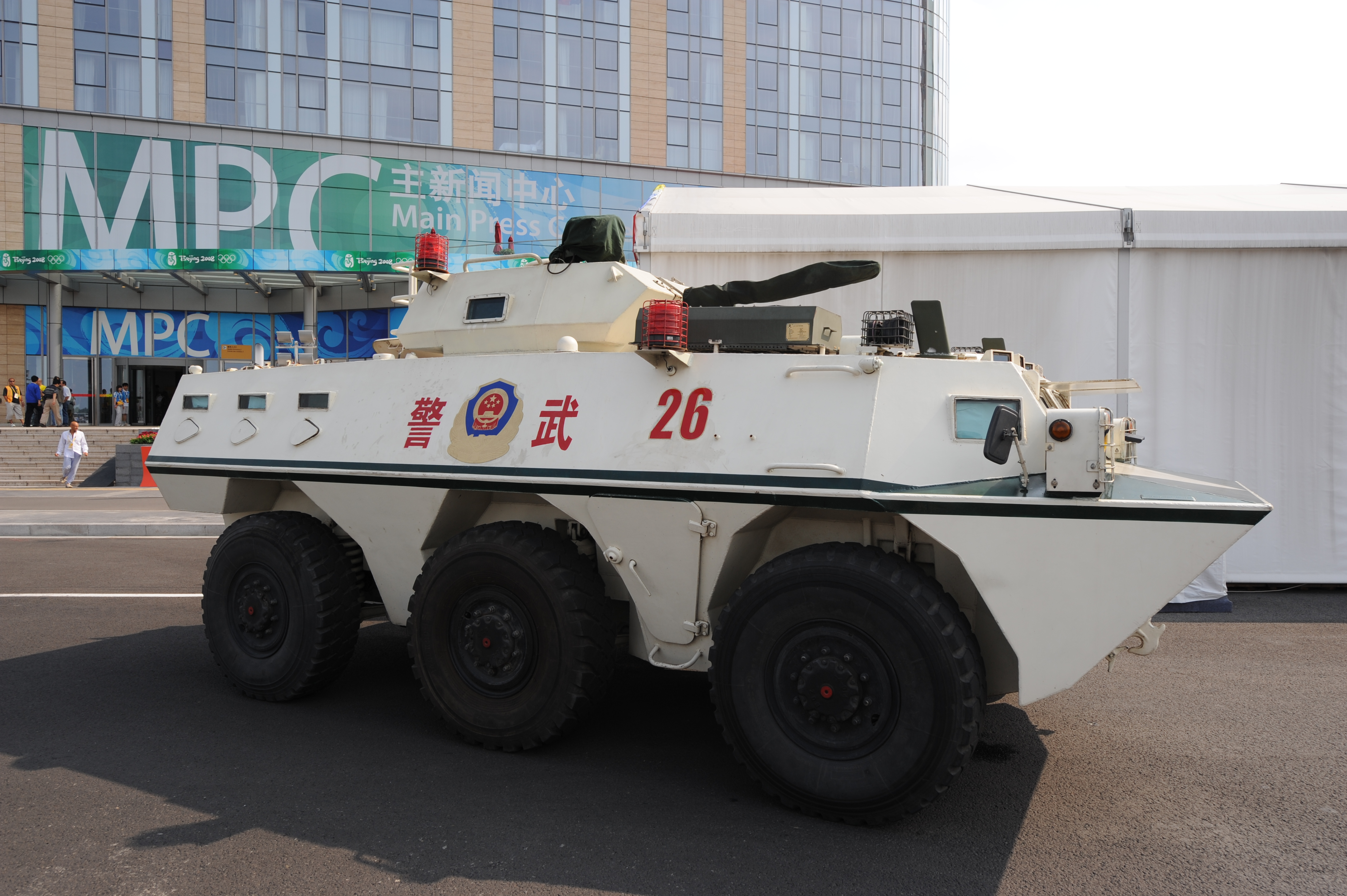
2008年北京奥运会期间，一辆武警北京总队配属的WJ03式警用防暴装甲车

### 总部机关
2016年深化国防和军队改革前，武警总部原设司令部、政治部、后勤部和各专业警种指挥部。司令部下设作战部、情报部、警务部、训练部、警种部、通信部、装备部、直属工作部；政治部下辖组织部、干部部、宣传部、联络部、群工部、人民武警出版社；后勤部下设军需部、财务部、军事交通部、营房部、油料部、卫生部。武警总部直属支队，原52828部队，1984年1月于密云改编，现驻北京市海淀区西三旗。2016年3月，在武警部队调整改革全面铺开后，武警部队机关已由之前的三大部（司令部、政治部、后勤部）改为四部委（参谋部、政治工作部、后勤部、纪委）。2017年增设装备部。
2017年改革后，武警总部设置下列职能部门：
- 参谋部
- 政治工作部
- 后勤部
- 装备部
- 纪律检查委员会（监察委员会）

### 警种

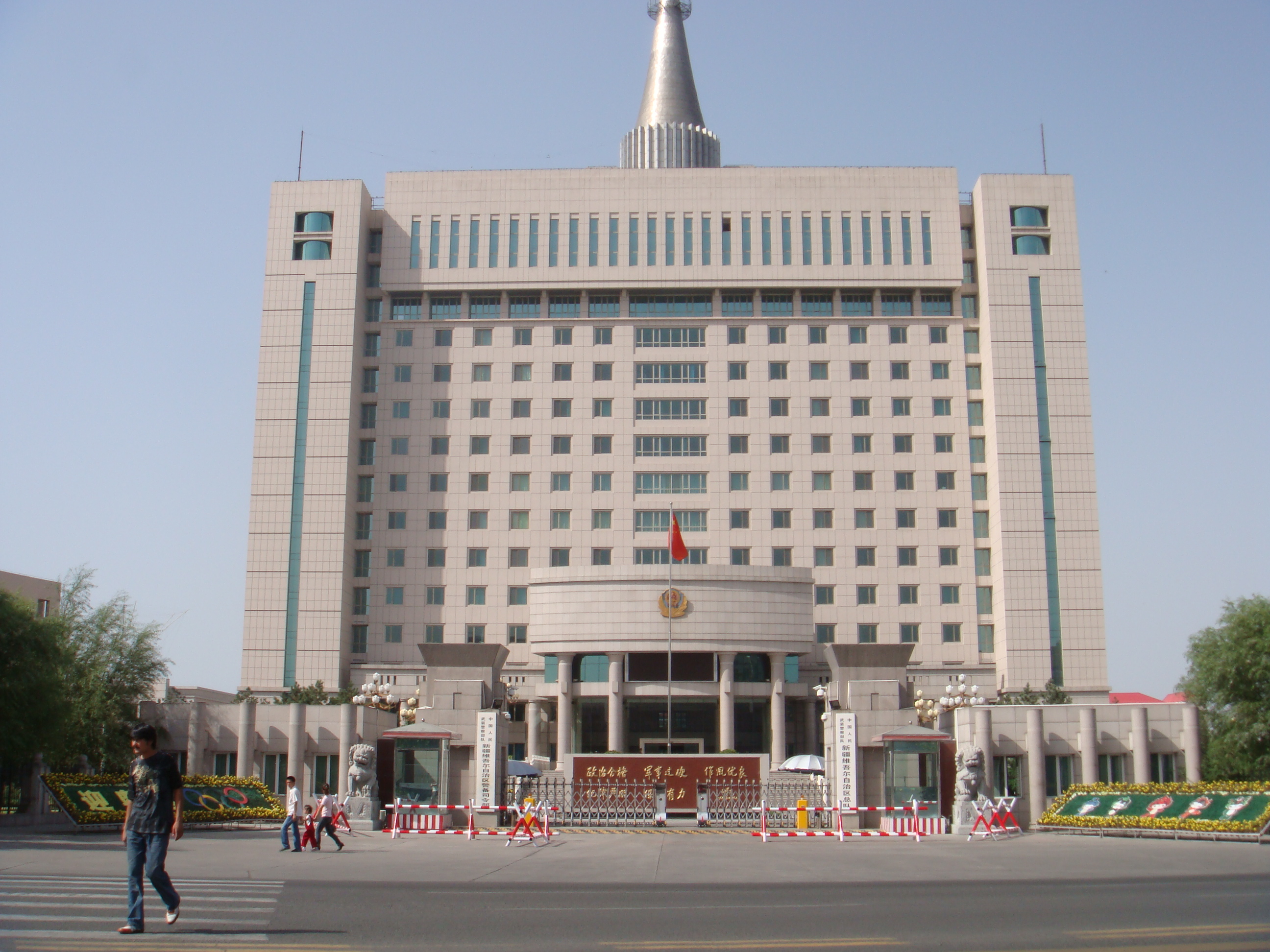
位于乌鲁木齐市的中国人民武装警察部队新疆维吾尔自治区总队大楼

经过深化国防和军队改革，武警部队由内卫总队、机动总队、海警总队及院校、科研机构等组成。内卫部队、机动部队、海警部队是武警部队的三个警种。

#### 内卫部队
武警内卫部队是武警部队最主要组成部分，受武警总部的直接领导管理。武警部队在各省、自治区、直辖市设总队，各地级行政区设支队，形成“武警总部－总队－支队”管理体制。其主要任务：一是承担固定目标守衛和城市武装巡逻任务，保障国家重要目标的安全；二是处置各种突发事件，维护国家安全与社会稳定；三是支援国家经济建设和执行抢险救灾任务。2017年改革前，武警内卫部队由各省级总队、新疆兵团指挥部组成。
内卫部队主要包括看守与执勤分队。此外内卫总队与支队机关还会有一个或数个直属的机动支队或中队，在当地进入紧急状态时执行镇压武装暴乱和大规模骚乱的任务。
2017年改革后，武警内卫总队（除北京总队、新疆总队及西藏总队外均为副军级）包括：
- 中国人民武装警察部队北京市总队（正军级）
- 中国人民武装警察部队上海市总队
- 中国人民武装警察部队天津市总队
- 中国人民武装警察部队重庆市总队
- 中国人民武装警察部队河北省总队
- 中国人民武装警察部队山西省总队
- 中国人民武装警察部队吉林省总队
- 中国人民武装警察部队辽宁省总队
- 中国人民武装警察部队黑龙江省总队
- 中国人民武装警察部队陕西省总队
- 中国人民武装警察部队甘肃省总队
- 中国人民武装警察部队青海省总队
- 中国人民武装警察部队山东省总队
- 中国人民武装警察部队福建省总队
- 中国人民武装警察部队浙江省总队
- 中国人民武装警察部队河南省总队
- 中国人民武装警察部队湖北省总队
- 中国人民武装警察部队湖南省总队
- 中国人民武装警察部队江西省总队
- 中国人民武装警察部队江苏省总队
- 中国人民武装警察部队安徽省总队
- 中国人民武装警察部队广东省总队
- 中国人民武装警察部队海南省总队
- 中国人民武装警察部队四川省总队
- 中国人民武装警察部队贵州省总队
- 中国人民武装警察部队云南省总队
- 中国人民武装警察部队内蒙古自治区总队
- 中国人民武装警察部队新疆维吾尔自治区总队（正军级）
- 中国人民武装警察部队宁夏回族自治区总队
- 中国人民武装警察部队广西壮族自治区总队
- 中国人民武装警察部队西藏自治区总队（正军级）
- 中国人民武装警察部队新疆生产建设兵团总队

#### 机动部队
2017年改革前，武警内卫部队机动部队于1996年由中央军委改编自十四个陆军乙种步兵师，分别是8610部队（辽宁盘锦第117师）、8620部队（辽宁兴城第120师）、 8630部队（天津第81师）、8640部队（河北定州第114师）、8650部队（山西榆次第187师）、8660部队（新疆伊犁第7师）、8670部队（甘肃平凉第63师）、8680部队（河南巩义第128师）、8690部队（江苏宜兴第2师）、8710部队（福建莆田第93师）、8720部队（江苏无锡第181师）、8730部队（湖南耒阳第126师）、8740部队（四川南充第38师）、8750部队（云南蒙自第41师），由武警总部直接指挥，在全国或部分地区进入紧急状态时执行镇压武装暴乱和大规模骚乱的任务。
2017年改革后，按南北各设置一个武警机动总队：
- 中国人民武装警察部队第一机动总队（正军级）[註 1]
- 中国人民武装警察部队第二机动总队（正军级）[註 2]

#### 海警部队

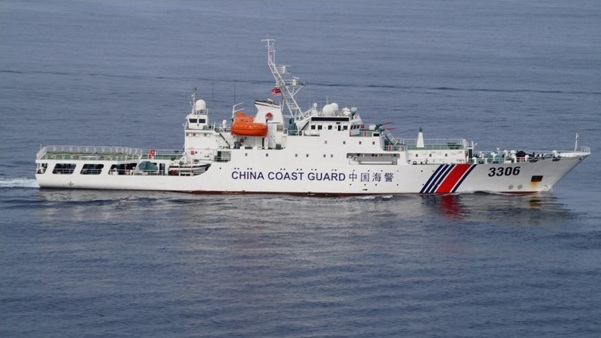
参与东盟地区论坛救灾演习的中国海警3306舰

中国海警是中华人民共和国的海洋边界警卫部队，建立于2013年，当时隶属于国家海洋局，由中国海警局指挥，对外以“中国海警”名义进行海上武装执法。2017年改革前，中国海警局由各海区分局（北海分局、东海分局、南海分局）和各省级总队（辽宁、天津、河北、山东、江苏、上海、浙江、福建、广东、广西、海南）组成。
2018年7月1日零时起，海警队伍整体划归中国人民武装警察部队领导指挥，调整组建海警总队，称中国海警局，统一履行海上维权执法职责。
2018年改革后，武警海警总队编制如下：
- 中国人民武装警察部队海警总队（正军级）
  - 中国人民武装警察部队海警总队东海海区指挥部（副军级）
  - 中国人民武装警察部队海警总队南海海区指挥部（副军级）
  - 中国人民武装警察部队海警总队北海海区指挥部（副军级）

### 院校和科研机构
- 中国人民武装警察部队指挥学院（正军级）
- 中国人民武装警察部队工程大学（正军级）
- 中国人民武装警察部队警官学院
- 中国人民武装警察部队特种警察学院（副军级）
- 中国人民武装警察部队后勤学院（副军级）
- 中国人民武装警察部队海警学院（副军级）
- 中国人民武装警察部队士官学校
- 中国人民武装警察部队研究院
- 中国人民武装警察部队广州警犬基地
- 中国人民武装警察部队呼和浩特警犬基地

## 历任领导
| 司令员 1. 李刚（1983年1月－1984年10月） 2. 李连秀 武警中将（1984年10月－1990年1月） 3. 周玉书 武警中将（1990年1月－1992年12月） 4. 巴忠倓 武警中将（1992年12月－1996年2月） 5. 杨国屏 武警上将（1996年2月－1999年12月） 6. 吴双战 武警上将（1999年12月－2009年12月） 7. 王建平 武警上将（2009年12月－2014年12月） 8. 王宁 武警上将（2014年12月－2020年12月） 9. 王春宁 武警上将（2020年12月－2025年7月） 10. 曹均章（代理司令员）武警中将（2025年7月－） | 政治委员 1. 赵苍璧（1983年1月－1983年7月，公安部部长兼） 2. 刘复之（1983年7月－1984年10月，公安部部长兼） 3. 李振军（1984年10月－1985年11月） 4. 张秀夫 武警少将（1985年11月－1990年1月） 5. 徐寿增 武警中将（1990年1月－1992年12月） 6. 张树田 武警中将（1992年12月－1996年2月） 7. 徐永清 武警上将（1996年2月－2003年12月） 8. 隋明太 武警上将（2003年12月－2007年9月） 9. 喻林祥 武警上将（2007年9月－2010年7月） 10. 许耀元 武警上将（2010年7月－2014年12月） 11. 孙思敬 武警上将（2014年12月－2017年1月） 12. 朱生岭 武警中将（2017年1月－2019年3月） 13. 安兆庆 武警上将（2019年3月－2022年1月） 14. 张红兵 武警上将（2022年1月－） | 第一政治委员 1. 刘复之（1984年10月－1985年11月） 2. 阮崇武（1985年11月－1987年3月） 3. 王 芳（1987年3月－1991年3月） 4. 陶驷驹 总警监（1991年3月－1998年） 5. 贾春旺 总警监（1998年－2002年） 6. 周永康 总警监（2002年12月－2007年10月） 7. 孟建柱 总警监（2007年10月－2012年12月） 8. 郭声琨 总警监（2012年12月－2017年12月） 注：第一任武警政治委员由公安部部长赵苍璧兼任，赵苍璧非现役武警警官。自李振军起，武警政治委员改由现役武警警官担任，同时增设第一政治委员，由非现役武警警官的公安部部长兼任。2018年1月起，武警不再受公安部领导，公安部长不再兼任武警第一政委，各地公安厅（局）长同样不再兼任同级武警部队第一政委。 |

| 副司令员 - 何鸿业（1983年1月－1985年11月） - 李 俊（1984年10月－1985年11月） - 黄英夫（1984年10月－1985年11月） - 范志伦 武警少将（1985年11月－1990年1月） - 左印生 武警少将（1990年1月－1993年6月） - 王文理 武警少将（1990年1月－1996年4月） - 安鲛驹 武警少将（1993年6月－1996年4月） - 吴双战 武警中将（1996年2月－1999年12月） - 朱成友 武警中将（1996年4月－2003年12月） - 张进宝 武警中将（1996年4月－2002年7月） - 朱曙光 武警中将（1996年4月－2006年8月） - 高文远 武警中将（1996年7月－2002年1月） - 王福中 武警中将（1998年5月－2003年1月） - 刘世民 武警中将（2002年1月－2005年7月） - 梁 洪 武警中将（2002年7月－2007年11月） - 陈传阔 武警中将（2003年12月－2009年1月） - 息中朝 武警中将（2003年12月－2010年7月） - 刘红军 武警中将（2005年7月－2010年12月） - 霍 毅 武警中将（2006年8月－2009年6月） - 何映华 武警中将（2007年12月－2012年12月） - 薛国强 武警中将（2009年1月－2014年7月） - 王建平 武警中将（2009年6月－12月） - 戴洪生 武警中将（2009年12月－2015年） - 潘昌杰 武警中将（2010年7月－2017年1月） - 戴肃军 武警中将（2011年7月－2017年） - 王永生 武警中将（2014年7月－2015年6月） - 牛志忠 武警中将（2015年6月－2016年） - 王兵 武警中将（2016年－2019年12月） - 杨光跃 武警中将（2017年1月－） - 秦天 武警中将（2017年8月－2020年12月）。 - 于建华 武警中将（2017年12月－） - 郑家概 武警中将（2020年4月－2024年4月） - 朱文祥 武警中将（2020年12月－） | 副政治委员 - 娄殿英（1983年1月－1985年11月） - 李振军（1983年10月－1984年10月） - 张海天 武警少将（1985年11月－1990年1月） - 吕寿延 武警少将（1990年1月－1993年6月） - 徐桂宝 武警少将（1990年1月－1996年4月） - 蒋金锵 武警少将（1993年6月－1996年4月） - 隋绳武 武警中将（1996年4月－2004年12月） - 张钰钟 武警中将（1996年4月－2005年7月） - 刘 源 武警中将（1998年8月－2003年7月） - 贾润兴 武警中将（2003年7月－2007年12月） - 刘世民 武警中将（2005年7月－2008年7月） - 李清印 武警中将（2005年7月－2010年12月） - 吴云峰 武警中将（2007年12月－2012年12月） - 崔景龙 武警中将（2008年7月－2013年7月） - 王长河 武警中将（2010年12月－2015年12月） - 张瑞清 武警中将（2012年12月－2017年12月） - 于建伟 武警中将（2013年7月－2015年） - 姚立功 武警中将（2015年7月－） - 颜晓东 武警中将（2018年7月－） |

## 相关影视作品
| 电影 - 《霓虹灯下新哨兵》 - 《士兵的榮耀》 - 《边检站》 - 《绝地追击》 - 《2012》 | 电视剧 - 《中国武警一线尖兵》 - 《烈火警魂》 - 《铁血豪情》 - 《武装特警》 - 《中国近卫军》 - 《反恐特战队》系列三部曲 - 《利刃出击》 - 《女子特警队》 - 《特戰榮耀》 |

## 外部連結
- 武警 - 中國軍網 （页面存档备份，存于）
- 中國武警網
- 武警频道 - 中国军网
- 武警部队走过的强军路 - 中国军网
- 中國武警 - 中國軍視網
- 中国中央電視台《中国武警》節目 （页面存档备份，存于）
- 中国人民武装警察部队的哔哩哔哩空间